# Taras Hunczak
Taras Hunczak (Ucrania, 1932 - 1 de julio de 2024) fue un historiador y editor estadounidense, de origen ucraniano, profesor de Historia de Rusia y Europa del Este en la Universidad de Rutgers, especializado en el estudio de la historia de Ucrania durante el siglo XX.

## Publicaciones
Es autor de obras como On the Horns of a Dilemma: The Story of the Ukrainian Division Halychyna (2000), My Life - Reminiscences (2006) y Ukraine - 20th Century (2006), así como del artículo A Reappraisal of Symon Petliura and Ukrainian-Jewish Relations, 1917-1921, publicado en la revista Jewish Social Studies en 1969, en el que defendió la figura de Simon Petliura, dibujándole como un «humanista que intentaba proteger a los judíos», al que sin embargo Zosa Szajkowski criticó y tachó de «artículo propagandístico», en el que ignoraría sesgadamente las fuentes en hebreo y yidis. En sus estudios ha estimado en 7-10 millones de fallecimientos el número de víctimas relacionadas con el Holodomor, además de comparar la expansión del Imperio ruso con la de imperios coloniales occidentales como el español, portugués o británico.
Ha sido también editor de Russian Imperialism from Ivan the Great to the Revolution (1974), The Ukraine, 1917-1921: A Study in Revolution (1977), con introducción de Richard Pipes, Ukraine and Poland in documents, 1918-1922 (1983) o Zakerzonnia: Ethnic Cleansing of the Ukrainian Minority in Poland 1944-1947 (2012), entre otras.